# Алхемија љубави
Алхемија љубави је књига есеја аутора Предрага Чичовачког, објављена 2018. године у издању Института за српску културу из Никшића.Књига је исте године објављена у Лос Анђелесу, Калифорнија, у издању Sebastian Press-а, на енглеском језику.

## О аутору
Предраг Чичовачки (1960) је професор филозофије на колеџу Светог Крста (Вустер, Масачусетс). Аутор је девет књига, приредио осам и превео на енглески са Хајди Грек филозофску студију Лазе Костића Основно начело: критички увод у општу философију.

## О књизи
Алхемија љубави је врхунски филозофски есеј о трансформативној моћи љубави.
Књига Алхемија Љубави користи љубавну причу великог српског песника Лазе Костића и аристократске младе жене Ленке Дунђерски као полазиште за широку расправу о природи љубави, њен значај у западној културној традицији и њен значај за живот у нашем високотехнолошком материјалистичком свету 21. века.
Чичовачки комбинује љубавне приче и филозофска размишљања о њима, тако се фокусира на тренутке издаје који нас доводе до тачке у којој можемо изабрати да се повучемо од љубави, а уместо тога да се задовољимо заменама за љубав. Алтернативно, можемо схватити да наш страх и осећај издаје не морају да добију последњу реч када је у питању љубав и да можемо тежити да се трансформишемо у брижније и блиставе личности. Наша борба да остваримо ову тежњу је љубавна прича – крајња љубавна прича која би требало да нас брине.
Саша Радојчић у тексту О књизи износи да је Алхемија љубави књига између филозофије и књижевности, расправе и есеја, најближе ономе што се традиционално назива изразом животне мудрости. Да је судбина песника Лазе Костића, његове Ленке и његове велике лабуђе песме прва окосница ове књиге, а да је друга у пишчевом искуству. По Радојчићу аутор је успео да каже понешто суштински важно и истинито о једном од основних антрополошких феномена - о љубави као врхунцу људскости.
У истом том тексту у књизи Владимир Пиштало износи тезу да се Чичовачки у другој половини свог живота све више почео окретати књижевности, разочаран у филозофију онаквом каква се данас практикује. Чичовачки верује да страх, патња и издато поверење нису последња реч кад је у питању љубав. Остаје верник када је љубав у питању. Она је за њега прапочетак. Књигу почиње и завршава у Сомбору: од приче о Ленки и Лази до мајчиног врта ружа. Његова филозофија отвара наше очи за љубав.